# Rezolucja Zgromadzenia Ogólnego ONZ nr 185
Rezolucja Zgromadzenia Ogólnego ONZ nr 185 – rezolucja uchwalona podczas II Sesji Specjalnej Zgromadzenia Ogólnego ONZ w dniu 26 kwietnia 1948 w celu ochrony miasta Jerozolimy i jej mieszkańców, w odniesieniu do Rady Powierniczej ONZ.

## Tło rezolucji
Wielka Brytania zwróciła się o zwołanie I i II Sesji Specjalnej Zgromadzenia Ogólnego ONZ w sprawie Palestyny.
W dniu 15 maja 1948 wygasał brytyjski mandat w Mandacie Palestyny. Uchwalona 29 listopada 1947 Rezolucja Zgromadzenia Ogólnego ONZ nr 181 zakładała rozwiązanie konfliktu izraelsko-arabskiego poprzez utworzenie dwóch państw w Palestynie: żydowskiego i arabskiego. Przywódcy społeczności żydowskiej zaakceptowali plan podziału Palestyny, chociaż zaproponowany obszar państwa żydowskiego przyjęli jako „niezbędne minimum”, i bez zgłaszania zastrzeżeń rozpoczęli przygotowania do utworzenia własnego państwa. Natomiast społeczność arabska sprzeciwiła się Rezolucji 181, twierdząc, że narusza ona prawa większości mieszkańców Palestyny. Arabowie spostrzegali plan podziału Palestyny jako niesprawiedliwy, ponieważ oddawał większość terytorium państwa w ręce stanowiącej mniejszość społeczności żydowskiej. W rezultacie, 30 listopada 1947 doszło do wybuchu wojny domowej w Mandacie Palestyny.
Podczas I Sesji Specjalnej Zgromadzenia Ogólnego wysłuchano sprawozdań i zaleceń Komisji Narodów Zjednoczonych do Spraw Palestyny, po czym na II Sesji przegłosowano kolejne uchwały.

## Postanowienia rezolucji
Zgromadzenie Ogólne, biorąc pod uwagę pilną kwestię utrzymania porządku i bezpieczeństwa w Jerozolimie, które są w zainteresowaniu całości Narodów Zjednoczonych, postanowiło zwrócić się do Rady Powierniczej aby wspólnie z władzami mandatowymi i zainteresowanymi stronami zbadała w jaki sposób można najlepiej chronić miasto i jej mieszkańców. Rada Powiernicza miała w najkrótszym możliwie czasie przedstawić Zgromadzeniu Ogólnemu propozycje rozwiązań w tym zakresie.